# Adisak Kanu
Adisak Kanu (thailändisch อดิศักดิ์ กานู; * 1. Januar 1986 in Satun) ist ein thailändischer Fußballspieler.

## Karriere
Adisak Ganu erlernte das Fußballspielen in der Jugendmannschaft von Chula United in Bangkok. Bei dem Zweitligisten unterschrieb er 2007 auch seinen ersten Profivertrag. Am Ende der Saison 2007 wurde er mit dem Club Vizemeister und stieg somit in die Erste Liga, der Thai Premier League, auf. Nach 116 Spielen wechselte er 2013 zum Ligakonkurrenten Suphanburi FC nach Suphanburi. Nach einer Saison ging er 2014 zum ebenfalls in der Ersten Liga spielenden Osotspa Samut Prakan nach Samut Prakan. Mitte 2016 wechselte er vom mittlerweile umbenannten Super Power Samut Prakan FC in die Zweite Liga. Hier schloss er sich dem Chiangmai FC an. Der Verein aus Chiangmai spielte in der Zweiten Liga, der Thai Premier League Division 1. Die Rückserie 2017 wurde er an den Drittligisten Khon Kaen FC ausgeliehen. Am Ende der Saison wurde er mit dem Club aus Khon Kaen Meister der Thai League 3 – Upper Region und stieg somit in die Zweite Liga auf. 2018 ging er wieder in die Erste Liga, wo er sich dem PT Prachuap FC aus Prachuap anschloss. Nach nur zwei Spielen für den Erstligisten verließ er den Club nach einem Jahr und ging 2019 zum Zweitligisten Kasetsart FC nach Bangkok. Für Kasetsart absolvierte er 31 Zweitligaspiele. Im Dezember 2019 schloss er sich dem Ligakonkurrenten MOF Customs United FC, einem Verein, der ebenfalls in Bangkok beheimatet ist, an. Für die Customs bestritt er 59 Ligaspiele. Im Juni 2022 wechselte er ablösefrei zum Drittligisten Songkhla FC. Am Ende der Saison feierte er mit dem Verein aus Songkhla die Meisterschaft der Region. In den Aufstiegsspielen konnte man sich jedoch nicht durchsetzen. Für Songkla spielte er 19-mal in der Southern Region der Liga. Nachdem sein Vertrag nicht verlängert worden war, schloss er sich im Sommer 2023 dem Ligarivalen Pattani FC an. Nach sechs Ligaspielen verließ er im Dezember 2023 den Verein aus Pattani und schloss sich dem ebenfalls in der Southern Region spielenden PT Satun FC an. Nach insgesamt 19 Ligaspielen wurde sein Vertrag nach der Hinrunde 2024/25 im November 2024 nicht verlängert.

## Erfolge
Chula United
- Thailändischer Zweitligavizemeister: 2007  ▲

Khon Kaen FC
- Thai League 3 – Upper Region: 2017  ▲

Songkhla FC
- Thai League 3 – South: 2022/23